# Brunellia dichapetaloides
Brunellia dichapetaloides är en tvåhjärtbladig växtart som beskrevs av James Francis Macbride. Brunellia dichapetaloides ingår i släktet Brunellia och familjen Brunelliaceae. Inga underarter finns listade i Catalogue of Life.